# Edward S. Herman
Edward Samuel Herman (* 7. April 1925; † 11. November 2017) war ein US-amerikanischer Ökonom und Medienanalyst, der zuletzt als Professor emeritus of Finance an der Wharton School der University of Pennsylvania beschäftigt war.
Eines seiner bekanntesten Bücher war Manufacturing Consent, das er zusammen mit Noam Chomsky veröffentlichte.

## Leben
Herman kam 1925 in Philadelphia zur Welt. Als prägend nennt er seine Eltern und seine Cousins. Auch die Wirtschaftskrise und der Zweite Weltkrieg hatten ihn in seinen Ansichten beeinflusst.
Im Jahr 1958 ging er an die University of Pennsylvania, welcher er auch in der Zeit danach verbunden blieb. An der University of California in Berkeley promovierte er im Bereich der Wirtschaftswissenschaften. In Berkeley hatte Robert A. Brady Einfluss auf Herman.
Eine aus Sicht seiner Publikationen besonders produktive Zeit war in den 1980ern, in der er fünf Bücher veröffentlichte.
Beim bekanntesten davon, Manufactoring Consent, war Hermans Einfluss so groß, dass sein Co-Autor Chomsky entgegen der Gewohnheit der alphabetischen Sortierung auf die Erstnennung Hermans bestand.

## Publikationen
- 1970: Atrocities in Vietnam
- 1973: Counter-Revolutionary Violence - Bloodbaths in Fact & Propaganda (mit Noam Chomsky). Deutsch: Massaker im Namen der Freiheit. Oberbaum, Internationale Reihe, Nr. 9, Berlin 1975.
- 1979: The Political Economy of Human Rights (mit Noam Chomsky)
- 1979: After the Cataclysm: Postwar Indochina and the Reconstruction of Imperial Ideology (mit Noam Chomsky)
- 1981: Corporate Control, Corporate Power: A Twentieth Century Fund Study
- 1982: The Real Terror Network
- 1984: Demonstration Elections (mit Frank Brodhead)
- 1986: The Rise and Fall of the Bulgarian Connection (mit Frank Brodhead). ISBN 0-940380-06-4.
- 1988: Manufacturing Consent (mit Noam Chomsky), Verfilmung 1992: Die Konsensfabrik. Noam Chomsky und die Medien (Manufacturing Consent: Noam Chomsky and the Media)
  - deutsche Übersetzung: Die Konsensfabrik. Die politische Ökonomie der Massenmedien. Übersetzt von Michael Schiffmann, Westend, Frankfurt 2023, ISBN 978-3-864-89391-9.
- 1995: Triumph of the Market
- 1997: The Global Media (mit Robert McChesney)
- 1999: The Myth of The Liberal Media: An Edward Herman Reader
- 2000: Degraded Capability: Media Coverage of the Kosovo War (mit Philip Hammond)